# Kanton Grand-Champ
Der Kanton Grand-Champ (bretonisch: Kanton Gregam) ist seit 1790 ein französischer Wahlkreis in den Arrondissements Pontivy und Vannes, im Département Morbihan und in der Region Bretagne; sein Hauptort ist Grand-Champ.

## Geschichte
Der Kanton entstand am 15. Februar 1790. Von 1801 bis 2015 gehörten acht Gemeinden zum Kanton Grand-Champ. Mit der Neuordnung der Kantone in Frankreich wechselten 2015 sechs von acht Gemeinden des bisherigen Kantons, sieben von acht Gemeinden des Kantons Locminé und sechs der sieben Gemeinden des Kantons Rohan zum neuen Kanton Grand-Champ.

## Gemeinden

### Kanton Grand-Champ seit 2015
Der Kanton besteht aus 17 Gemeinden mit insgesamt 38.587 Einwohnern (Stand: 1. Januar 2022) auf einer Gesamtfläche von 563,49 km²:
| Gemeinde             | Bretonisch         | Einwohner (2022) | Fläche (km²) | Code postal | Code Insee | Arrondissement |
| -------------------- | ------------------ | ---------------- | ------------ | ----------- | ---------- | -------------- |
| Brandivy             | Brandevi           | 1.423            | 25,88        | 56390       | 56022      | Vannes         |
| Bréhan               | Brehant-Loudieg    | 2.298            | 51,65        | 56580       | 56024      | Pontivy        |
| Colpo                | Kolpoù             | 2.258            | 26,48        | 56390       | 56042      | Vannes         |
| Crédin               | Kerzhin            | 1.493            | 33,74        | 56580       | 56047      | Pontivy        |
| Évellys              | Eveliz             | 3.384            | 80,34        | 56500       | 56144      | Pontivy        |
| Grand-Champ          | Gregam             | 5.859            | 67,34        | 56390       | 56067      | Vannes         |
| La Chapelle-Neuve    | Ar Chapel-Nevezh   | 1.002            | 21,87        | 56500       | 56039      | Pontivy        |
| Locmaria-Grand-Champ | Lokmaria-Gregam    | 1.825            | 14,06        | 56390       | 56115      | Vannes         |
| Locminé              | Logunec'h          | 4.708            | 4,86         | 56500       | 56117      | Pontivy        |
| Locqueltas           | Lokeltaz           | 1.980            | 19,46        | 56390       | 56120      | Vannes         |
| Moustoir-Ac          | Moustoer-Logunec'h | 1.713            | 33,92        | 56500       | 56141      | Pontivy        |
| Plaudren             | Plaodren           | 1.970            | 41,07        | 56420       | 56157      | Vannes         |
| Pleugriffet          | Ploueg-Grifed      | 1.281            | 38,49        | 56120       | 56160      | Pontivy        |
| Plumelin             | Pluverin           | 2.841            | 31,33        | 56500       | 56174      | Pontivy        |
| Radenac              | Radeneg            | 1.067            | 21,65        | 56500       | 56189      | Pontivy        |
| Réguiny              | Regini             | 1.944            | 27,92        | 56500       | 56190      | Pontivy        |
| Rohan                | Roc'han            | 1.541            | 23,43        | 56580       | 56198      | Pontivy        |
| Kanton Grand-Champ   | Gregam             | 38.587           | 563,49       | -           | 5609       | -              |

## Veränderungen im Gemeindebestand seit der landesweiten Neuordnung der Kantone
2016: Fusion Moustoir-Remungol, Naizin und Remungol → Évellys

### Kanton Grand-Champ bis 2015
Der Kanton Grand-Champ umfasste bis zur landesweiten Neugliederung der Kantone 2015 acht Gemeinden auf einer Fläche von 223,37 km². Diese waren: Brandivy, Colpo, Grand-Champ (Hauptort), Locmaria-Grand-Champ, Locqueltas, Meucon, Plaudren und Plescop.

## Bevölkerungsentwicklung
| 1962  | 1968  | 1975  | 1982   | 1990   | 1999   | 2006   | 2012   |
| ----- | ----- | ----- | ------ | ------ | ------ | ------ | ------ |
| 8.822 | 8.978 | 9.897 | 12.158 | 13.661 | 15.320 | 18.456 | 20.750 |